# Ildefonse de Tolède
Ildefonse ou en espagnol Ildefonso († 667), né vers 606, a été archevêque de Tolède en Espagne de 657 jusqu'à sa mort, le 23 janvier 667. Son jour de fête est le 23 janvier. Écrivain doué d'une grande éloquence, il a spécialement défendu la virginité perpétuelle de Marie, patronne de l'archidiocèse.  

## Biographie
Neveu d'Eugène de Tolède, il est né dans la capitale de la Castille-La Manche actuelle, sous le règne de Wittéric, au sein d'une famille wisigothe de premier plan. Les guerres civiles ont ravagé le royaume wisigoth pendant la majeure partie de sa vie. Dès l'enfance, il a étudié à Séville avec saint Isidore, puis il a intégré l'abbaye Saint-Cosme-et-Saint-Damien d'Agali près de Tolède. En 633, il fut consacré diacre, devint abbé en 650, et finalement évêque en 657. En tant qu'abbé, il fonda un couvent de religieuses avec les biens dont il avait hérités, et il participa aux VIIIe et IXe conciles de Tolède en 653 et 655. D'abord rétif à devenir évêque, il se consacra à sa fonction avec une discipline reconnue et admirée, défendant et transmettant les préceptes du christianisme. S'il permit d'unifier la liturgie en Espagne, dans sa correspondance avec Quiricus, évêque de Barcelone, il se plaignit à plusieurs reprises des difficultés inhérentes à son époque.

## Défenseur du dogme de la virginité perpétuelle de Marie
Il est connu par ses nombreux écrits, dont le plus célèbre est le De Viris illustribus (À propos d'hommes illustres). Parmi ses autres œuvres, il y a : De cognitione baptismi, et le Libellum de Virginitate Sanctae Mariae contra tres infideles, où il défend la doctrine catholique de la virginité perpétuelle de la Vierge Marie, avant, pendant, et après la naissance du Christ. Il est également l'auteur d'un traité en deux livres, Annotationes de cognitione baptismi et Liber de itineri deserti, quo itur post baptismum. Il a aussi écrit des œuvres qui ont permis de définir la liturgie tolédane. L'évêque du Puy-en-Velay, Godescalc, a demandé pour lui-même une copie du De Virginitate en 950/951 au cours de son pèlerinage à Saint-Jacques-de-Compostelle.

## Visions
Parmi ses expériences mystiques, on compte plusieurs visions, notamment de la Vierge Marie entourée de vierges saintes, entonnant des hymnes, et celle de sainte Léocadie, le jour de sa fête, le 9 décembre. C'est ainsi que saint Ildefonse put localiser selon cette pieuse légende les reliques de cette martyre, en indiquant l'endroit exact où ses restes mortels avaient été inhumés.

## Iconographie
Les apparitions de la Vierge Marie à Ildefonse ont inspiré la majeure partie de son iconographie comme l’Imposition de la chasuble à saint Ildefonse de Bartolomé Esteban Murillo en 1560 (musée du Prado, Madrid) ou l’Imposition de la chasuble à saint Ildefonse de Diego Vélasquez vers 1623 (Séville). Il en existe une autre version peinte par le Maître de saint Ildefonse (es) pour un retable exposé au musée du Louvre. Francisco Bayeu le représente en 1785, parmi les onze fresques qu'il réalise pour le cloître de la cathédrale de Tolède : Saint Ildefonse et saint Julien inspirés par le Saint-Esprit.

## Postérité
Ses reliques reposent à l'église Saint-Pierre-et-Saint-Ildefonse (es) à Zamora, et l'église Sainte-Léocadie de Tolède le représente. L'imposition de la chasuble à saint Ildefonse est l'une des traditions les plus vénérées de la ville de Tolède.

## Poésie
Victor Hugo le cite dans le poème La légende de la nonne qui fut mis en musique par Georges Brassens.
Cette histoire de la novice,
Saint Ildefonse, abbé, voulut
Qu’afin de préserver du vice
Les vierges qui font leur salut,
Les prieures la racontassent
Dans tous les couvents réguliers